# Liste der Kulturdenkmäler in Grebenhain
Die folgende Liste enthält die in der Denkmaltopographie ausgewiesenen Kulturdenkmäler auf dem Gebiet  der Gemeinde Grebenhain, Vogelsbergkreis, Hessen.
Hinweis: Die Reihenfolge der Denkmäler in dieser Liste orientiert sich zunächst an Ortsteilen und anschließend der Anschrift, alternativ ist sie auch nach der Bezeichnung oder der Bauzeit sortierbar.
Kulturdenkmäler werden fortlaufend im Denkmalverzeichnis des Landes Hessen durch das Landesamt für Denkmalpflege Hessen auf Basis des Hessischen Denkmalschutzgesetzes (HDSchG) geführt. Die Schutzwürdigkeit eines Kulturdenkmals hängt nicht von der Eintragung in das Denkmalverzeichnis des Landes Hessen oder der Veröffentlichung in der Denkmaltopographie ab.

Die Liste ist nach den folgenden Ortsteilen gegliedert:
- Liste der Kulturdenkmäler in Bannerod
- Liste der Kulturdenkmäler in Bermuthshain
- Liste der Kulturdenkmäler in Crainfeld
- Liste der Kulturdenkmäler in Grebenhain (einschließlich Oberwald)
- Liste der Kulturdenkmäler in Hartmannshain
- Liste der Kulturdenkmäler in Heisters
- Liste der Kulturdenkmäler in Herchenhain
- Liste der Kulturdenkmäler in Ilbeshausen-Hochwaldhausen
- Liste der Kulturdenkmäler in Metzlos
- Liste der Kulturdenkmäler in Metzlos-Gehaag
- Liste der Kulturdenkmäler in Nösberts-Weidmoos
- Liste der Kulturdenkmäler in Vaitshain
- Liste der Kulturdenkmäler in Volkartshain
- Liste der Kulturdenkmäler in Wünschen-Moos
- Liste der Kulturdenkmäler in Zahmen